# Rubén Toribio Díaz
Rubén Toribio Díaz Rivas (Lima, 17 de abril de 1952) é um ex-futebolista peruano. Ele competiu na Copa do Mundo FIFA de 1982, sediada na Espanha, na qual a seleção de seu país terminou na 20º colocação dentre os 24 participantes.